# Premier Percussion
Premier Percussion (původně jako: Premier Drum Company) je anglická společnost, která vyrábí bicí soupravy, elektronické bicí a paličky, v současné době patří firmě Gear4music Ltd.

## Historie
Premier byla založena v roce 1922, kdy mladý bubeník Albert Della Porta uzavřel partnerství se stavitelem bicích Georgem Smithem a založili společnost v Londýně.
Ze začátku vyráběli bicí soupravy pro jiné společnosti, až poté začali se svými nástroji „Premier“. Společnost se rozrostla na dvě pobočky a nakonec se usadila v Západním Londýně.
Na počátku 30. let společnost postavila i kytaru s názvem „Premier Vox“. V roce 1938 společnost začala vyrábět žesťové nástroje a dodávala bicí ozbrojeným silám. Během 2. světové války britská vláda donutila společnost Premier vyrábět mířidla na zbraně, elektrické zástrčky a zásuvky pro radarové vybavení. Po bombardování Londýna v roce 1940 se společnost přestěhovala do Leicesteru, kde zabrala tři malé pobočky.
V roce 1958 byla společnost prodána firmě Beverly Musical Instruments a následně přejmenovala na Premier Percussion.
V 60. a 70. letech se společnost Premier těšila velké popularitě, zejména co se týče bicích nástrojů pro rockovou hudbu.
V roce 2021 byla společnost prodána firmě Gear4music Ltd.

## Produkty

#### Bicí soupravy
- Elita
- Genista
- Artist
- Revolution
- Centenary Editions

#### Elektronické bicí
- PowerPlay-X
- PowerPlay

#### Snare
- Centenary Editions
- Beatmaker
- Elita
- Genista
- Artist

## Umělci
- Keith Moon – The Who
- Ringo Starr – The Beatles
- Nick Mason – Pink Floyd, Nick Mason's Saucerful of Secrets
- Nicko McBrain – Iron Maiden
- Brad Wilk – Rage Against the Machine, Audioslave
- Ken „Ginger Fish“ Wilson – Marilyn Manson, Rob Zombie